# 福山シンフォニーオーケストラ
福山シンフォニーオーケストラ（ふくやまシンフォニーオーケストラ；Fukuyama Symphony Orchestra）は、広島県福山市を中心に活動する非営利のオーケストラ。特定非営利活動法人（認定NPO法人）として認定されている。

## 概要

### 設立
1996年3月、「福山夢オーケストラ」として25名の演奏家で発足。指揮者として小松一彦を招き活動を始める。市民文化団体「いもづるの会」（代表・棚池康信近畿大教授、約300人）が演奏会を支援した。1997年1月12日初公演。初公演には団員35人と応援のアマチュア演奏家15人が参加。「いもづるの会」からも30人が合唱で出演し、歌劇「フィガロの結婚」序曲で幕開け。シュトラウス一家のポルカやマーチ五曲を続け、モーツァルトの交響曲「ジュピター」などを演奏した。

### ふくやまシンフォニーオーケストラに改称
1999年12月12日、音楽によるまちづくりを目的とするコミュニティー・オーケストラとして40人の団員で「ふくやまシンフォニーオーケストラ」に名称変更。音楽監督に小松一彦氏が就任した。2000年1月16日に旗揚げ公演を開催。

### NPO法人化・改称
2009年8月、発足から10年目に特定非営利活動法人「福山シンフォニーオーケストラ」が認可された。法人化にともない現在の名称に改称した。2011年7月、国税庁長官より、オーケストラとしては全国で初めて認定特定非営利活動法人として認定される。団員は57名となった。同年、小松一彦が名誉指揮者となった。

## 特記事項
- 当時の福山市立女子短期大学講師でフルート奏者である近藤桂司が前身の「福山夢オーケストラ」を結成した[1][2][5]。結団には福山市に2000人収容の音楽ホール「リーデンローズ」が1994年に開館したことも誘引になっている[1]。

- アマチュアとはいえ「良質」にこだわり[5]、地方都市でありながら平均千人以上の聴衆を集めている[1][5][11]。そのため団員の採用にはオーディション形式を採用し[5]、サークル的要素が残る「市民オーケストラ」とは異なる交響楽団をめざしている[5]。

- 資金面などで支援する産業界主体の「後援会」と「ふくやま芸術文化振興財団」との三者で運営協議会を構成し[5]、市民ぐるみの取り組みをしており[5]、ユニークであるとされている[1]。団体の維持に不可欠の財政的な問題は、後援会メンバーから後援会費や、地元企業の協賛金などで賄っている[5]。

- 小松一彦は、団員の音楽に対する意識が高く、技術的にもかなりハイレベルになっていると評価し[5]、活発な交響楽団のある広島市と倉敷市の間の福山で、福山シンフォニーオーケストラのような取り組みがあるのは非常に好ましいとした[5]。

- 非営利組織（NPO）としての法人格取得は、一般企業や個人の税制優遇措置への道を開き活動の幅を広げるのが目的で、備後地方では初とされる[10]。年間300万円程度の活動資金が必要とされているが、認定NPO法人化により、寄付をする際に所得控除や損金算入が可能となり、寄付を集めやすくなるのがメリットとされている[10]。同楽団が認証された2011年7月1日現在で全国に223法人あり、県内では広島市内の団体に続いて2件目[10]。

- 団員は備後地方の演奏家を中心に構成されており、演奏することにより地域の音楽文化の発展とより良いまちづくりを目指している。2011年12月には、｢2011年度福山明るい街づくり推進大会｣にて善行市民賞「団体賞」を受賞した。

- しぶや美術館開館20周年記念を記念して、2013年4月14日同館にて記念コンサートを開催した。

## 活動
- 定期演奏会
  - 年1回、ふくやま芸術文化ホールの大ホールで行っている。
  - 演奏前に指揮者による「プレトーク」で曲目解説をするのが恒例。
  - これまでに招いたソリストは備後地方ゆかりの演奏家が多い[12][13]。
- 地域の学校・病院や、行事での演奏会
  - ふくやま芸術文化ホール主催のオーケストラ・フェスティバル（2008年-2010年まで3度開催）や[14]、福山ばら祭等にも参加。
  - 福山市内小学校で演奏会を行うほか、地元企業や団体の協力により親子で楽しめる演奏会や震災復興支援コンサートなども行っている[15]。